# イアンク・ドゥミトレスク

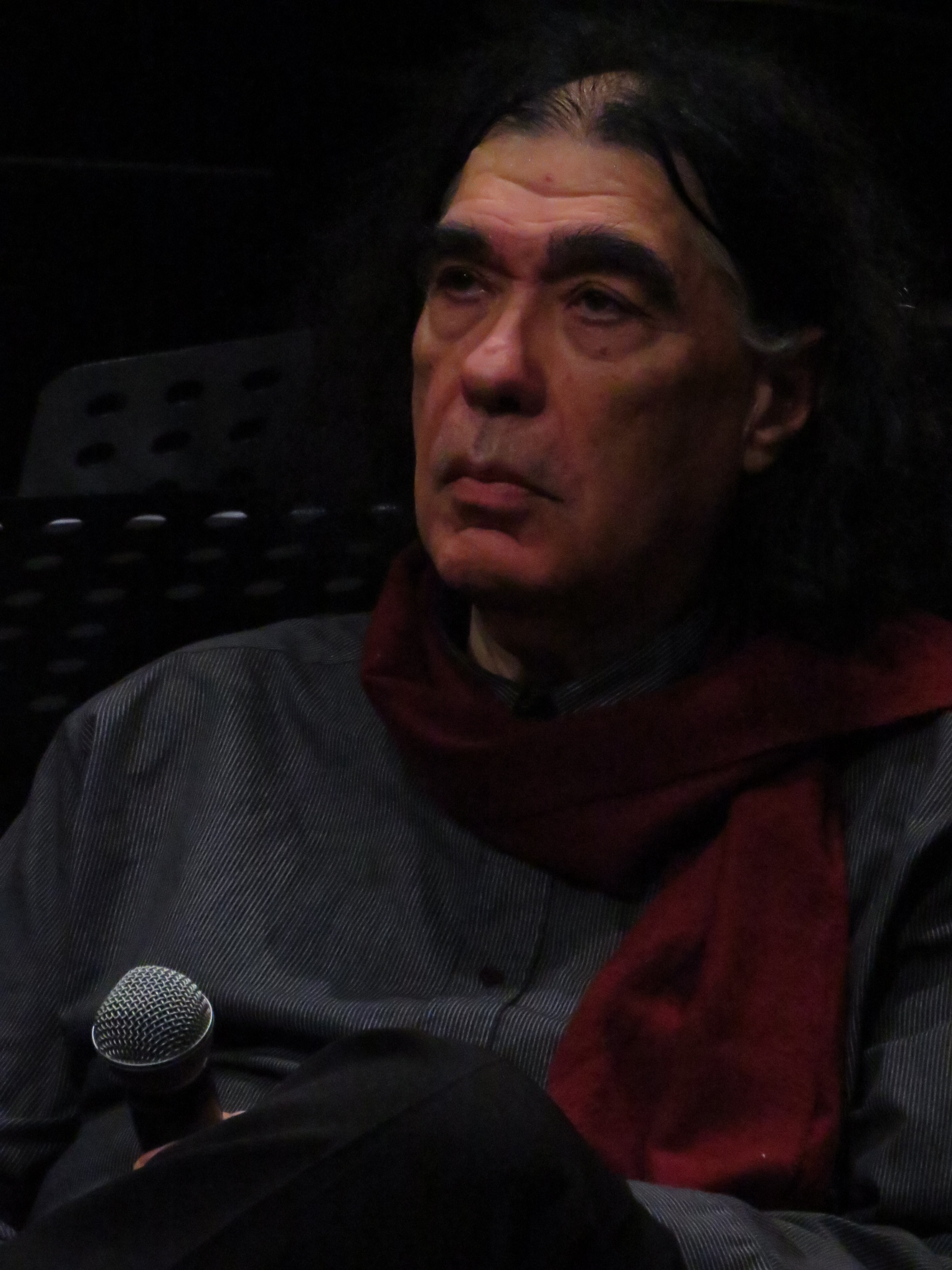
イアンク・ドゥミトレスク

イアンク・ドゥミトレスク（Iancu Dumitrescu、1944年7月15日 - ）は、ルーマニアの現代音楽の作曲家。

## 略歴
アルフレート・メンデルスゾーンとセルジュ・チェリビダッケに師事するなどオーソドックスな音楽教育も受けたドゥミトレスクであるが、個性を決定づけたのは1970年代に接したジャチント・シェルシの音楽であり、ガラスが降り注ぐ夢（本人談）で聞こえた音響であった。

## 作風
単一の倍音列音階からゆったりと始まり、摩擦音と衝撃音をともなう劇的な展開を経て、徐々に静謐に至る紡錘状の形式感が特徴である。ホラチウ・ラドゥレスクと同じく自分の音楽の為の「ハイペリオン・アンサンブル」を組織し、正当な解釈と自己語法の伝授に努めているが、コンピュータ合成音響を積極的に使用する点はラドゥレスクとは全く異なっている。音楽学者ハリー・ハルプライヒからの名をとった創作楽器「ハリーホーン」が有名。俗にラドゥレスクと彼の創作の展開を「ルーマニア版スペクトル楽派」と呼ぶ。

### 書法
原則的にはプロポーショナル・ノーテーションと特殊奏法のインストラクションが書かれたフローチャート状の書法がベース。1970年代から持続や構成法は全く変わっていないが、音色的な趣味は近年に至るにつれより複雑化している。

### 電子音楽
コンピュータ音楽「ギャラクシィ」では冒頭の静謐な開始からわずか40秒で巨大な爆発音と摩擦音が耳に襲い掛かる。極度の飽和状態への嗜好や非西洋的ノイズへの偏愛が、フランス版スペクトル楽派の聴取インパクトを大きく上回り、現代音楽ファンのみならず多くのノイズミュージシャンをもとりこにした。影響はクリス・カトラー、ティム・ホジキンソンのようなフォロワーから秋田昌美にまでおよんでいる。

## 近況
近年はロンドン・シンフォニエッタ委嘱による新作発表、大オーケストラ作品の改稿などに力を注いでいる。ソプラノ歌手畠中恵子がドゥミトレスクの自作CDに初めて日本人のアーティストとして参加、その歌唱をドゥミトレスクは絶賛している。妻のアンナ・マリア・アブラムも作曲家であり、同じ傾向の良作を手がけている。